# Lluïsa Vilaseca Borràs
Lluïsa Vilaseca Borràs (Reus, 2 de febrer de 1924 - Sant Cugat del Vallès, 21 de desembre de 2023) va ser una historiadora i arqueòloga catalana.
Era filla de Salvador Vilaseca, metge, i de Lluïsa Borràs, tots dos de Reus. Influïda pel seu pare, eminent prehistoriador, a més de metge, va estudiar Filosofia i Lletres, secció d'Història a la Universitat de Barcelona el 1946, i després es va doctorar a la Universitat Complutense de Madrid, amb una tesi doctoral amb el títol de «Los Alfareros y la cerámica de reflejo metálico de Reus de 1550 a 1650» l'any 1968, que ja havia publicat l'Associació d'Estudis Reusencs en tres volums l'any 1964.
Instal·lada a Reus, va ser directora del Museu de Reus (1950-1954) i ajudant de la càtedra de Geografia i Història a l'Institut d'Ensenyament Mitjà (1953-1955). Va aprovar les oposicions al Cos d'Arxivers, Bibliotecaris i Museus l'any 1955, i aquell any va ser nomenada directora del Museu Arqueològic de Girona. L'any 1957 va obtenir plaça al Museu Arqueològic de Barcelona, plaça que va mantenir oficialment fins a la seva jubilació. L'any 1975 l'Ajuntament de Reus li va demanar de ser directora un altre cop del Museu de Reus, càrrec que va ocupar fins al 1984, i va organitzar el trasllat del contingut del Museu que es trobava a la Casa Rull, al nou emplaçament a l'antic edifici del Banc d'Espanya. Dos dies a la setmana exercia la direcció del Museu Arqueològic de Tarragona, d'acord amb la petició de la Direcció general de Belles Arts. L'any 1980 va tornar al Museu Arqueològic de Barcelona. Va ser vocal de la Junta Superior de Museus de la Direcció general de Belles Arts, Arxius i Biblioteques del Ministeri de Cultura durant els anys 1981 i 1982. L'any 1984, la Generalitat va rebre en transferència la seva plaça i va ser nomenada directora del Museu Arqueològic de Barcelona.
Va publicar una gran quantitat d'articles en revistes especialitzades, i mentre va viure a Reus col·laborava a la Revista del Centre de Lectura i al Setmanari Reus, amb una secció anomenada «Notes d'arxiu» on tractava temes d'història local. Firmava moltes vegades els seus articles i llibres amb el nom de Maria Lluïsa Vilaseca de Pallejà.

## Obra[4]
- El Gremi de Blanquers i assaonadors de Reus. Reus: Associació d'Estudis Reusencs, 1954
- El reial col·legi d'argenters de Reus i els seus antecedents. Reus: Associació d'Estudis Reusencs, 1970
- El poblado ibérico de serra de l'Espasa Capsanes: materiales arqueológicos. Tarragona: Institut d'Estudis Tarraconenses Ramon Berenguer IV, 1985